# 皇家诺森柏兰燧发枪团
皇家诺森柏兰燧发枪团（英文：Royal Northumberland Fusiliers）是隶属英国陆军的轻步兵团。该团在1674年以「第5步兵团」（5th Regiment of Foot）的名义建立；在1782年成为「诺森伯兰」的部队；在1836年成为「第5『诺森柏兰燧发枪』步兵团」。该团在1935年根据一项法令改为现在的名称。
皇家诺森柏兰燧发枪团在1968年与其他燧发枪团，如皇家燧发枪团、皇家华威夏燧发枪团和兰开夏燧发枪团组合为当今的皇家燧发枪团。

## 起源
皇家诺森柏兰燧发枪团曾经是荷兰军队（Dutch States Army）的一部分，被称为「爱尔兰团」或「克莱尔子爵团」。后来随着指挥官的改变，该团的爱尔兰传统消失，并被人们称为「荷兰团」。这支部队在1685年转入英国陆军。

## 历史

### 半岛战争
半岛战争期间，皇家诺森柏兰燧发枪团靠他们的奋战赢得了诸如老而弥坚、战斗的五兵团和威灵顿勋爵的近卫队等威名。

### 第一次世界大战
在第一次世界大战期间，皇家诺森柏兰燧发枪团的编制被扩展到52个营，其中29个被部署到海外战场。这是整个一战时期规模第二庞大的陆军团，仅次于有88个团的伦敦团。这些部队的人员主要是泰恩河畔工厂里工作的苏格兰、爱尔兰工人，另外有一整个营的兵员是原东北铁路公司的员工。
这支部队在战时获得了67枚战斗勋章和5枚维多利亚十字勋章，但是也有16,000名士兵阵亡。该团大多数被部署在西线战场，不过也有在美索不达米亚、加利波里、埃及和意大利战斗的部队。

### 第二次世界大战
在第二次世界大战期间，皇家诺森柏兰燧发枪团被扩展到10个营之多，不过大多数都是后勤或辅助兵种，如探照灯部队。他们中的一些部队被部署到北欧、北非、意大利和新加坡。

### 朝鲜战争
在朝鲜战争期间，皇家诺森柏兰燧发枪团第1营被编入第29轻步兵旅。

## 团徽和制服
皇家诺森柏兰燧发枪团作为英国军队最早的六个部队（Six Old Corps）之一，被特许使用老徽章，即「圣乔治屠龙像」。

## 流行文化
著名小说《福尔摩斯探案集》的主人公之一的约翰·华生医生便是曾经服役于阿富汗战场的皇家诺森柏兰燧发枪团的上尉军医。
而即使此兵團已於1968年併入皇家燧發槍軍團，影集新世紀福爾摩斯中的華生仍舊使用了「第五諾森伯蘭燧發槍兵團 上尉」此一相同的角色設定。